# Miguel Santín del Castillo
Pour les articles homonymes, voir Del Castillo.
Miguel Santín del Castillo (1830-1880) est un militaire et homme politique salvadorien. Il est président de la République du Salvador du 7 février au 24 juin 1858 et du 18 septembre 1858 au 19 janvier 1859. 
Le 7 février 1858, le sénateur Lorenzo Zepeda lui transmet la présidence, ayant été élu pour la période constitutionnelle allant de 1858 à 1860. 
En mai 1858, Santín del Castillo fonde une académie militaire à San Salvador consacrée à l'enseignement tactique de l'artillerie, de l'infanterie et de la cavalerie. 
Le 24 juin 1858, il se sent malade et transmet la président à Gerardo Barrios. Le 18 septembre 1858, ce dernier lui rend son poste. Le 19 janvier 1859, toutefois, il transmet la présidence au général Joaquín Eufrasio Guzmán. 